# 松平康命
松平 康命（まつだいら やすなが）は、江戸時代前期の旗本。

## 経歴
松平康重の三男として生まれる。寛永17年（1640年）8月23日、父の遺領のうち3000石を分与され、兄・康映が播磨国に移封されると、康命も佐用郡の内で所領を分けられる。正保元年（1644年）6月16日に書院番となる。慶安2年（1649年）9月12日死去。

## 系譜
- 父：松平康重
- 正室：堀田正盛養女
- 長男：松平康雄